# ボリビアーナ (小惑星)
ボリビアーナ またはボリビアナ (712 Boliviana) は小惑星帯の小惑星。ハイデルベルクのケーニッヒシュトゥール天文台でドイツの天文学者マックス・ヴォルフが発見した。
南アメリカ諸国をスペインから独立に導いた軍人で政治家のシモン・ボリバル（Simón José Antonio de la Santísima Trinidad Bolívar y Palacios, 1783年 - 1830年）に因んで命名された。
2001年12月には宮城県と福島県で、2008年11月には福島県から三重県にかけて掩蔽が観測された。